# إرنست هولنس
ألبرت إرنست هولنس (بالإنجليزية: Albert Ernest Holness)‏ (من مواليد 7 ديسمبر 1892 (كينغستون أبون هال)، توفي في 20 سبتمبر 1924 (في البحر)) كان وقاد محرك بحري إنجليزي. اشتهر بخدمته في البعثة البعثة الإمبراطورية العابرة للقارة القطبية الجنوبية في الفتر ة من 1914 إلى 1916.